# Mount Prospect
Mount Prospect és una vila dels Estats Units a l'estat d'Illinois. Segons el cens del 2000 tenia 56.265 habitants.

## Demografia
Segons el cens del 2000, Mount Prospect tenia 56.265 habitants, 21.585 habitatges, i 15.152 famílies. La densitat de població era de 2.127,7 habitants/km².
Dels 21.585 habitatges en un 30,5% hi vivien nens de menys de 18 anys, en un 59,7% hi vivien parelles casades, en un 7,2% dones solteres, i en un 29,8% no eren unitats familiars. En el 25,1% dels habitatges hi vivien persones soles el 10% de les quals corresponia a persones de 65 anys o més que vivien soles. El nombre mitjà de persones vivint en cada habitatge era de 2,6 i el nombre mitjà de persones que vivien en cada família era de 3,14.
Per edats la població es repartia de la següent manera: un 23% tenia menys de 18 anys, un 8,2% entre 18 i 24, un 31,3% entre 25 i 44, un 22,7% de 45 a 60 i un 14,8% 65 anys o més.
L'edat mediana era de 37 anys. Per cada 100 dones de 18 o més anys hi havia 96,4 homes.
La renda mediana per habitatge era de 57.165 $ i la renda mediana per família de 67.262 $. Els homes tenien una renda mediana de 44.585 $ mentre que les dones 32.218 $. La renda per capita de la població era de 26.464 $. Aproximadament el 3,1% de les famílies i el 4,6% de la població estaven per davall del llindar de pobresa.

## Poblacions properes
El següent diagrama mostra les poblacions més properes.